# Saint-Germain-Village
Saint-Germain-Village település Franciaországban, Eure megyében. Lakosainak száma 1678 fő (2018. január 1.).

## Népesség
A település népessége az elmúlt években az alábbi módon változott:
| Lakosok száma | 1042 | 1114 | 1235 | 1481 | 1528 | 1601 | 1678 | 1675 | 1678 | 1678 |
|               | 1968 | 1975 | 1982 | 1990 | 1999 | 2011 | 2013 | 2015 | 2017 | 2018 |